# Wilhelm Griesinger
Pour les articles homonymes, voir Griesinger.
Wilhelm Griesinger, né le 29 juillet 1817 à Stuttgart, décédé le 26 octobre 1868 à Berlin, était un interniste et psychiatre wurtembergeois. Il fut l'élève de Johann Lukas Schönlein à l'université de Zurich et du physiologiste François Magendie à Paris.

## Biographie
Il était le fils de Karoline Luise Griesinger et de Gottfried Ferdinand Griesinger, directeur d'hôpital à Stuttgart. En 1834, âgé de 16 ans, Griesinger obtient son baccalauréat et s'inscrit en médecine à l'université de Tübingen.
Après l’obtention de son doctorat, il exerce la médecine dans le Wurtemberg, dans les villes de Stuttgart et Tübingen, puis à Kiel. Au début des années 1850, il se rend en Égypte pour devenir directeur de l’école de médecine du Caire. Il y devient médecin personnel d’Abbas Ier Hilmi. Durant ce séjour, il acquiert une certaine expérience des maladies tropicales et publie deux ouvrages : Klinische und anatomische Beobachtungen über die Krankheiten von Aegypten (Observations cliniques et anatomiques sur les maladies d'Égypte) (1854) et Infectionskrankheiten (Maladies infectieuses) (1857).
En 1859 Griesinger devient directeur d’une institution pour enfants handicapés mentaux dans la petite ville de Mariaberg. En 1860 il est le principal promoteur de la création de l’Hôpital psychiatrique du Burghölzli à Zurich. En 1865 il accepte à Berlin le poste de directeur de la policlinique universitaire, où il succède à Moritz Heinrich Romberg et donne la description, avant Becker, de la dystrophie musculaire bénigne avec pseudohypertrophie. C’est aussi à Berlin qu’il fonde deux journaux de psychiatrie qui deviendront par la suite très influents : Medicinisch-psychologische Gesellschaft et Archiv für Psychiatrie und Nervenkrankheiten (ce dernier avec Ludwig Meyer).
Griesinger est resté célèbre pour ses réformes de la prise en charge des malades mentaux et du système asilaire. Il croyait à l’intégration sociale des malades mentaux et prônait des hospitalisations brèves combinées à une coopération étroite avec des systèmes de soutien naturels.
L’hôpital Wilhelm-Griesinger (de) de Berlin porte aujourd’hui son nom.

## Citation
Griesinger est l'auteur de ce mot : « Geisteskrankenheiten sind Nervenkrankenheiten » (« les maladies mentales sont des maladies cérébrales »).